# وورنیتس
وورنیتس (به آلمانی: Wörnitz) یک شهر در آلمان است که در آنسباخ واقع شده‌است.